# Зимин, Виктор Васильевич
Виктор Васильевич Зимин (1925 — 15.03.1945) — советский военнослужащий, участник Великой Отечественной войны, полный кавалер ордена Славы. Командир орудия танка Т-34 62-й гвардейской танковой бригады, гвардии старший сержант — на момент представления к награждению орденом Славы 1-й степени.

## Биография
Родился в 1925 году в городе Самарканд. Окончил 7 классов.
В феврале 1943 года был призван в Красную Армию Самаркандским горвоенкоматом. С июля 1944 года участвовал в боях с захватчиками на 1-м Украинском фронте. Весь боевой путь прошёл в составе 62-й гвардейской танковой бригады, был командир орудия танка Т-34. Член КПСС с 1945 года.
Отличился в первых же боях на Западной Украине. 22 июля 1944 года в составе головного дозора первым ворвался на южную окраину города Львов, в этом бою уничтожил 5 саперов и 10 прикрывающих их автоматчиков. Получил первую боевую награду — орден Красной Звезды.
26-27 июля 1944 года при отражении контратаки противника в 5 км южнее города Львов гвардии сержант 3имин уничтожил 2 огневые точки и свыше 10 вражеских солдат. В последующих боях в начале августа 1944 года на территории Львовской области метким огнём поразил 2 бронетранспортера, 2 автомобиля, до 10 огневых точек и много солдат и офицеров противника. 9 августа в составе экипажа эвакуировал с поля боя 4 подбитых советских танка.
Приказом по войскам 10-го гвардейского танкового корпуса от 12 сентября 1944 года гвардии сержант Зимин Виктор Васильевич награждён орденом Славы 3-й степени.
13 января 1945 года в боях за населенные пункты Забоже, Воля-Моравицка гвардии старший сержант 3имин метким огнём подбил танк Т-IV, штурмовое орудие, подавил 2 пулемётные точки, истребил свыше 10 солдат противника. Был представлен к награждению орденом Славы 2-й степени.
Особо отличился в боях 24—29 января 1945 года на реке Одер районе города Штейнау. При форсировании водного рубежа гвардии старший сержант Зимин, действуя командиром орудия, уничтожил 2 танка «Тигр», 4 танка Т-IV, самоходное орудие и до роты пехоты. Когда танк подорвался на мине и ушёл на ремонт, Виктор Зимин вошёл в состав другого экипажа, где механиком-водителем был гвардии старший сержант Кондауров.
В составе нового экипажа, в боях при закреплении плацдарма на реке Одер точным огнём уничтожил 2 танка Т-V «Пантера», 4 бронетранспортера, 17 автомашин с боеприпасами и продовольствием, около 200 вражеских солдат и офицеров. Был представлен к присвоению звания Герой Советского Союза, представление поддержали командира бригады и корпуса, но командующий войсками 4-й танковой армии понизил статус награды до ордена Славы 1-й степени.
Приказом по войскам 4-й танковой армии от 20 февраля 1945 года гвардии старший сержант Зимин Виктор Васильевич награждён орденом Славы 2-й степени.
15 марта 1945 года во время разведки боем танк, в котором командиром орудия был гвардии старший сержант Зимин, был подбит. Когда враг перенес огонь на другие танки, Зимин открыл огонь из своей неподвижной машины: уничтожил расчет орудия и подбил танк «Тигр». В танк Зимина попало ещё несколько снарядов, сам Зимин был тяжело ранен. С помощью Кондаурова покинул машину, но тут же скончался от ран. За этот бой посмертно награждён орденом Отечественной войны 1-й степени.
Был похоронен на месте боя, позднее перезахоронен в братской могиле на военном кладбище в городе Ключборк.
Указом Президиума Верховного Совета СССР от 27 июня 1945 года за образцовое выполнение заданий командования в боях с захватчиками гвардии старший сержант Зимин Виктор Васильевич награждён орденом Славы 1-й степени. Стал полным кавалером ордена Славы.
Награждён орденами Отечественной войны 1-й степени, Красной Звезды, Славы 1-й, 2-й, 3-й, медалями.